# Peter de Klerk
 Peter de Klerk (Pilgrim's Rest, 16 de marzo del 1935 - Johannesburgo, 11 de julio de 2015) fue un piloto de automovilismo sudafricano que llegó a disputar carreras de Fórmula 1. Peter de Klerk debutó a la décima y última carrera de la temporada 1963 del campeonato del mundo de la Fórmula 1, disputando el 28 de diciembre de 1963 en el circuito de East London.
Participó en un total de cuatro ocasiones el GP de Sudáfrica para el campeonato de la F1, disputadas en cuatro temporadas no consecutivas (1963, 1965 y 1969-1970), consiguiendo una décima posición como mejor clasificación y no sumó ningún punto del campeonato del mundo de pilotos. Logró dos podios en el Gran Premio de Rand fuera del campeonato.

## Resultados

### Fórmula 1
(Clave) (negrita indica pole position) (cursiva indica vuelta rápida)

| Año     | Escudería    | 1      | 2   | 3   | 4   | 5   | 6   | 7   | 8   | 9   | 10      | 11  | 12  | 13  | Pos. | Puntos |
| ------- | ------------ | ------ | --- | --- | --- | --- | --- | --- | --- | --- | ------- | --- | --- | --- | ---- | ------ |
| 1963    | Otelle Nucci | MON    | BEL | NED | FRA | GBR | GER | ITA | USA | MEX | RSA Ret |     |     |     | NC   | 0      |
| 1965    | Otelle Nucci | RSA 10 | MON | BEL | FRA | GBR | NED | GER | ITA | USA | MEX     |     |     |     | NC   | 0      |
| 1969    | Jack Holme   | RSA NC | ESP | MON | NED | FRA | GBR | GER | ITA | CAN | USA     | MEX |     |     | NC   | 0      |
| 1970    | Team Gunston | RSA 11 | ESP | MON | BEL | NED | FRA | GBR | GER | AUT | ITA     | CAN | USA | MEX | NC   | 0      |
| Fuente: |              |        |     |     |     |     |     |     |     |     |         |     |     |     |      |        |